# Youssra el Hawary
Youssra el Hawary, née le 9 octobre 1983, est une chanteuse, une compositrice, une parolière et une actrice égyptienne. C'est aussi une parolière évoquant souvent le contexte social et politique de l’Égypte, et une musicienne ayant choisi l'accordéon, un instrument utilisé dans la musique populaire orientale et égyptienne.

## Biographie
Elle est née le 9 octobre 1983 au Koweït, son père, égyptien, étant parti travailler dans les États arabes du golfe Persique durant cette période,,. Elle passe son enfance au Koweït, et commence à s’y intéresser à la musique. De retour en Égypte, elle finit ses études secondaires, et approfondit ses connaissances musicales au Cairo Music Center. Elle continue par un diplôme de la faculté des Beaux-Arts, en théâtre et en conception cinématographique, se rêvant un parcours d’actrice.
Elle travaille ensuite dans la publicité, tout en se produisant sur les planches au sein de la compagnie El-Tamye (la boue du Nil) de Salam Yousry, un ancien camarade de collège, dans des spectacles mêlant poésie, musique et théâtre. Elle joue notamment dans une pièce intitulée Tamye Wahid Wel Shagar Alwan, dédiée au musicien égyptien Sayed Darwich. Elle rejoint ensuite The Choir Project, toujours par cette même compagnie de Salam Yousry, voyageant dans le monde arabe et jouant sur scène de l’accordéon,,.
À partir de 2012, elle se lance dans une carrière d’artiste indépendante. Elle est actrice, chanteuse, compositrice, parolière, mais aussi accordéoniste : l’accordéon est un instrument à vent créé en Europe au XIXe siècle, mais adopté dans la musique populaire égyptienne, par exemple dans le style baladi (en), avec des techniques et des modes d’interprétation spécifiques, par exemple dans le jeu du bourdon ou le jeu en contretemps rythmique, qui se rapprochent des arrangements instrumentaux pratiqués par les joueurs d’instruments plus traditionnels tels que le mizmār ou zurna,.
Certaines de ses chansons sont particulièrement populaires, comme El-Soor (Le Mur) créée début 2012, accompagnée d’une vidéo réalisée avec des moyens modestes, lorsque l'armée, au pouvoir après la chute d’Hosni Moubarak, construit des murs dans le centre-ville bloquant l’accès à la place Tahrir, ou encore El-Sharea (Dans la rue) composé fin 2012 au début de la présidence de Mohamed Morsi. Le ton est ironique, mordant mais reste le plus souvent optimiste, et les thèmes s’inspirent de la situation sociale et économique quotidienne, en Égypte,,,. En 2013, elle joue également dans un film d’Ayten Amin, Villa 69 (en). En 2014 et 2015, elle est animatrice radio sur Nogoum FM. Et de mi-2015 à mi-2017, elle complète son expérience d’autodidacte sur l’accordéon par deux années de formation en France, au Centre international de Musique et d'accordéon (C.N.I.M.A.) dirigé par Jacques Mornet, à Saint-Sauves-d'Auvergne, avec l’aide financière de l’Institut français .